# فرودگاه برلین شونفلد
فرودگاه برلین شونفلد () (یاتا: SXF، ایکائو: EDDB) یک فرودگاه بین‌المللی در نزدیکی شهرک شونفلد (براندنبورگ) در جنوب برلین، پایتخت کشور آلمان بود. این فرودگاه در ۱۸ کیلومتر (۱۱ مایل) جنوب‌شرق برلین و محدودهٔ جنوبی آن قرار داشت. این فرودگاه یکی از دو فرودگاه‌ شهر برلین بود و از فرودگاه برلین تگل کوچک‌تر بود. هر دو فرودگاه‌ها هم اکنون تعطیل شده‌اند. شرکت‌های هواپیمایی کوندور فلوگدینست، ایزی‌جت و رایان‌ایر از این فرودگاه به‌عنوان قطب استفاده می‌کردند.
در ۲۵ اکتبر ۲۰۲۰، فرودگاه شونفلد به کار خود به عنوان یک فرودگاه مستقل پایان داد و با فرودگاه جدید برلین براندنبورگ ادغام و تبدیل به ترمینال ۵ این فرودگاه شد.

## شرکت‌های هواپیمایی و مقصدهای پروازی

### مسافری
The following airlines operate regular scheduled and charter flights at Berlin Schönefeld Airport:
| شرکت‌های هواپیمایی                                     | مقصدهای پروازی |
| ----------------------------------------------------- | --- |
| آئروفلوت                                              | شرمتیوو |
| آئروفلوت اجرا توسط روسیه ایرلاینز                     | پالکوو |
| هواپیمایی الجزایر                                     | فصلی: هواری بومدین |
| ایر ویا                                               | چارتر فصلی: بورگاس، وارنا |
| آسترا ایرلاینز                                        | چارتر فصلی: بن گوریون |
| Azur Air Germany                                      | چارتر فصلی: آنتالیا، گرن کناریا، پالما د مایورکا، پونتا کانا |
| بلاویا                                                | مینسک |
| بلغارین ایر چارتر                                     | چارتر فصلی: بورگاس، وارنا |
| کوندور فلوگدینست                                      | اگادیر المسیره، فوئرته‌ونتورا، گرن کناریا، غردقه، تنریف جنوبی فصلی: آنتالیا، دالامان، هراکلین، پالما د مایورکا، رود، سوچی |
| ایزی‌جت                                                | اسخیپول آمستردام، آتن، بارسلونا-ال پرات، بازل-مولوز-فرایبورگ اروپا، بوردو–مریگناک، بریستول، بوداپست فرنک لیست، کپنهاگ، ادینبرو، ژنو، گلاسگو، لارناکا، لیسبون پورتلا، جان لنون لیورپول، گاتویک، لوتن لندن، لوگزامبورگ - فیندل (آغاز از ۳۱ اکتبر ۲۰۱۷), لیون-سینت اگزوپری، مالاگا، منچستر، میلانو مالپنسا، مارسی پروانس، ناپل، نیوکاسل، نیس کوت دازور، پالما د مایورکا، اورلی، گالیله، پریشتینا، زالتسبورگ، لنارت مری تالین (آغاز از ۴ نوامبر ۲۰۱۷), بن گوریون، تنریف جنوبی، سالونیک، تولوز-بلانیاک، ونیز مارکو پولو، وین، زوریخ فصلی: باستیا – پورتا، کگلیاری-الماس، کاتانیا-فونتاناروسا، کورفو، دوبروونیک، فارو، هراکلین، لا پالما، اولبیا - کاستا اسمرالدا، پولا، رود، اسپلیت، وارنا                                                                     |
| هواپیمایی مصر                                         | قاهره |
| فری‌برد ایرلاینز                                       | چارتر: آنتالیا |
| جرمنیا                                                | رفیق حریری بیروت، فوئرته‌ونتورا (آغاز از ۲۱ اکتبر ۲۰۱۷), گرن کناریا (آغاز از ۲۵ اکتبر ۲۰۱۷), پافوس، امام خمینی فصلی: آنتالیا، میلاس-بودروم، بورگاس، غردقه، ایبیزا، رونیمی، شرم‌الشیخ (آغاز از ۲۰ اکتبر ۲۰۱۷), تنریف جنوبی |
| نروجین ایر شاتل                                       | فلسلند برگن، کپنهاگ (پایان در ۲۹ اکتبر ۲۰۱۷), گاردرموئن اسلو، استکهلم-آرلاندا فصلی: سولا استاوانگر |
| نروجین ایر شاتل اجرا توسط Norwegian Air International | گرن کناریا، تنریف جنوبی |
| جت۲.کام                                               | فصلی: لیدز برادفورد |
| پگاسوس ایرلاینز                                       | صبیحه گوکچن فصلی: آنتالیا |
| رایان‌ایر                                              | آلیکانته-الچه، آتن، بارسلونا-ال پرات، باری، بلفاست، اوریو آل سریو، بیلاند (آغاز از ۲۹ اکتبر ۲۰۱۷), بلوونی گوگلیلمو مارکونی، ام. آر. استفانیک، بروکسل، هنری کواندا، بوداپست فرنک لیست، کاتانیا-فونتاناروسا، کلن بن، دوبلین، ایست میدلند، فوئرته‌ونتورا، گلاسگو، گرن کناریا، کری (آغاز از ۲ نوامبر ۲۰۱۷), جان پل دوم کراکوف-بالیس (آغاز از ۲۹ اکتبر ۲۰۱۷)، لانزاروته، لیسبون پورتلا، استانستد لندن، مادرید-باراخاس، مالاگا، مالت، منچستر، کنستانتین بزرگ در نیش، پالرمو، پالما د مایورکا، گالیله، پودگوریتسا، فرنسیسکو جسا کارنئیرو، ریگا، چمپینو، رم، سانتاندر، سن پابلو، شنن (پایان در ۲۸ اکتبر ۲۰۱۷), صوفیه، تنریف جنوبی، سالونیک، ترایان وویا، تولوز-بلانیاک، ترویزو، والنسیا، ورونا، ویلنیوس فصلی: عوودا (آغاز از ۳۰ اکتبر ۲۰۱۷), رزسزاوشو-جسینکا، زادر |
| ترانساویا.کام                                         | مونیخ (پایان در ۲۶ اکتبر ۲۰۱۷) فصلی: روتردام دی‌هیگ |
| ترنسویا فرانس                                         | نانت آتلانتیک |
| تونس ایر                                              | دیربا–زارزیس، النفیضه حمامات |
| آپ اجرا توسط ال عال                                   | بن گوریون |
| ویز ایر                                               | کیشیناو، کلوژ-نپوکا، کوتائیسی، لیو دانیلو هالیتسکی، اسکندر کبیر اسکوپیه، توزلا |
| واو ایر                                               | کفلاویک |

### باری
| شرکت‌های هواپیمایی                            | مقصدهای پروازی                   |
| -------------------------------------------- | -------------------------------- |
| فدکس اکسپرس اجرا توسط ای‌اس‌ال ایرلاینز ایرلند | گدایسک لخ والسا، شارل دوگل پاریس |
| West Air Sweden                              | کلن بن                           |